# Орден Богдана Хмельницького (Україна)
О́рден Богда́на Хмельни́цького — державна нагорода України — орден, призначений для нагородження громадян України за особливі заслуги у захисті державного суверенітету, територіальної цілісності, у зміцненні обороноздатності та безпеки України.
Автор знаків ордена — художник О. Руденко.
Орден має три ступені: I, II, III ступеня.

## Історія нагороди
- 27 квітня 1995 року Верховна Рада України прийняла Постанову № 150/95-ВР, якою постановила заснувати орден Богдана Хмельницького I, II та III ступенів та доручила Комісії Верховної Ради України з питань культури та духовності подати Верховній Раді для затвердження ескіз, опис та статут ордена, пов'язавши їх з існуючим орденом аналогічної назви, з урахуванням пропозицій народних депутатів України.[1] Проте, ця постанова не була реалізована.

- 3 травня 1995 року Указом Президента України Л. Д. Кучми № 344/95 заснована відзнака Президента України «Орден Богдана Хмельницького» I, II, III ступеня. Указом також затверджені Статут відзнаки та опис знаків ордена.

- 7 травня 1995 року відбулося перше вручення відзнаки Президента України «Орден Богдана Хмельницького» III ступеня.

- 16 березня 2000 року Верховна Рада України прийняла Закон України «Про державні нагороди України», у якому була встановлена державна нагорода України — орден Богдана Хмельницького I, II, III ступеня. Було установлено, що дія цього Закону поширюється на правовідносини, пов'язані з нагородженням осіб, нагороджених відзнаками Президента України до набрання чинності цим Законом; рекомендовано Президентові України привести свої укази у відповідність із цим Законом.

- 30 січня 2004 року Указом Президента України № 112/2004 був визнаний таким, що втратив чинність, попередній Указ № 344/95; затверджено новий Статут ордена Богдана Хмельницького та новий опис ордена.

## Нагородження ветеранів
Указом Президента України Л. Д. Кучми № 1329/99 від 14 жовтня 1999 року з нагоди 55-ї річниці визволення України від фашистських загарбників, за мужність і самовідданість, виявлені в боротьбі з фашизмом у роки Великої Вітчизняної війни 1941—1945 років було постановлено нагородити відзнакою Президента України «Орден Богдана Хмельницького»:
- Героїв Радянського Союзу — учасників Великої Вітчизняної війни;
- осіб, нагороджених орденом Слави трьох ступенів;
- осіб, нагороджених чотирма і більше медалями «За відвагу»;
- осіб офіцерського складу — учасників бойових дій у Великій Вітчизняній війні.

Указом Президента України Л. Д. Кучми № 1314/2003 від 18 листопада 2003 року на доповнення указу № 1329/99 було постановлено нагородити орденом Богдана Хмельницького:
- осіб командного та керівного складу партизанських загонів, з'єднань і підпільних організацій — учасників бойових дій у Великій Вітчизняній війні.

Указом Президента України В. А. Ющенка № 161/2006 від 28 лютого 2006 року була поширена чинність указу № 1329/99 щодо нагородження орденом Богдана Хмельницького:
- учасників бойових дій у війні 1945 року з імперіалістичною Японією.

## Статут ордена Богдана Хмельницького
1. Орден Богдана Хмельницького має три ступені. Вищим ступенем ордена є І ступінь. Нагородження орденом Богдана Хмельницького здійснюється послідовно, починаючи з III ступеня.
2. Орденом Богдана Хмельницького I ступеня нагороджуються військовослужбовці та працівники Збройних Сил України, інших військових формувань, утворених відповідно до законів України, та інші особи за визначні особисті заслуги у захисті державного суверенітету, територіальної цілісності, у зміцненні обороноздатності та безпеки України.
3. Орденом Богдана Хмельницького II ступеня нагороджуються: військовослужбовці та працівники Збройних Сил України, інших військових формувань, утворених відповідно до законів України, та інші особи за особисту хоробрість, самовідданість і мужність, виявлені у зміцненні обороноздатності та безпеки України; учасники бойових дій у період Великої Вітчизняної війни 1941—1945 років з нагоди 60-річчя Перемоги у Великій Вітчизняній війні.
4. Орденом Богдана Хмельницького III ступеня нагороджуються військовослужбовці та працівники Збройних Сил України, інших військових формувань, утворених відповідно до законів України, та інші особи за бездоганне виконання військового та службового обов'язку, виявлену при цьому доблесть і честь.

## Опис відзнаки Президента України «Орден Богдана Хмельницького»
Знак ордена Богдана Хмельницького І ступеня виготовляється зі срібла і має форму випуклої багатопроменевої зірки з накладеним на неї хрестом. Хрест покритий темно-червоною емаллю, з-під нього розходяться два схрещені мечі, вістрям угору. Посередині знака, в колі, обрамленому вінком із дубового листя, — зображення геральдичної фігури «Абданк» — герба гетьмана Богдана Хмельницького. Промені зірки, пружки хреста, мечі, вінок — позолочені, елементи фігури «Абданк» — з жовтої і білої емалі. Всі зображення рельєфні.
Розмір знака між протилежними кінцями хреста — 50 мм.
У верхньому промені хреста є вушко, крізь яке протягується стрічка для носіння знака ордена на шиї.
На зворотному боці знака викарбувано порядковий номер ордена.
Знак ордена Богдана Хмельницького II ступеня такий самий, як і знак ордена Богдана Хмельницького І ступеня, але промені зірки і мечі срібні. Розмір знака між протилежними кінцями хреста — 45 мм.
На зворотному боці знака — застібка для прикріплення ордена до одягу.
Знак ордена Богдана Хмельницького III ступеня такий самий, як і знак ордена Богдана Хмельницького І ступеня, але виготовляється із нейзильберу.
Розмір знака між протилежними кінцями хреста — 45 мм.
Стрічка ордена Богдана Хмельницького — шовкова муарова темно-червоного кольору з поздовжніми смужками:
- для І ступеня — з однією золотистою посередині. Ширина стрічки — 45 мм, ширина золотистої смужки — 10 мм;
- для II ступеня — з білою посередині, синьою і золотистою — з боків. Ширина стрічки — 24 мм, ширина білої смужки — 4 мм, синьої і золотистої — по 2 мм кожна;
- для III ступеня — із золотистою посередині, синьою, золотистою, білою — з боків. Ширина стрічки — 24 мм, ширина золотистої смужки посередині — 4 мм, синьої, золотистої, білої з боків — по 2 мм кожна.

Планка ордена Богдана Хмельницького являє собою прямокутну металеву пластинку, обтягнуту відповідною стрічкою. Розмір планки: висота — 12 мм, ширина — 24 мм.
На стрічці накладний хрест із зображенням геральдичної фігури «Абданк»:
- I ступеня — позолочений,
- II ступеня — посріблений,
- III ступеня — бронзовий.

## Опис ордена Богдана Хмельницького
Знак ордена Богдана Хмельницького I ступеня виготовляється зі срібла і має форму рівностороннього хреста з розбіжними сторонами, накладеного на два схрещені мечі вістрям угору і багатопроменеву зірку. Хрест покритий темно-червоною емаллю. Посередині знака, в колі жовтого металу, обрамленому вінком із дубового листя, — зображення геральдичної фігури «Абданк» герба гетьмана Богдана Хмельницького. Промені зірки, пружки хреста, мечі, вінок позолочені, геральдична фігура «Абданк» — з жовтої і білої емалі. Всі зображення рельєфні.
Розмір знака між протилежними кінцями хреста — 50 мм.
У верхній стороні хреста є вушко, сполучене з фігурним кільцем, крізь яке протягується стрічка для носіння знака ордена на шиї.
На зворотному боці знака викарбувано порядковий номер ордена.
Знак ордена Богдана Хмельницького II ступеня такий самий, як і знак ордена Богдана Хмельницького I ступеня, але промені зірки і мечі срібні. Розмір знака між протилежними кінцями хреста — 45 мм.
На зворотному боці знака — застібка для прикріплення ордена до одягу.
Знак ордена Богдана Хмельницького III ступеня такий самий, як і знак ордена Богдана Хмельницького II ступеня, але виготовляється із нейзильберу, а зображення геральдичної фігури «Абданк» герба гетьмана Богдана Хмельницького — на колі білого металу.
Стрічка ордена Богдана Хмельницького шовкова муарова темно-малинового кольору з поздовжніми смужками:
- для I ступеня — з однією жовтою посередині. Ширина стрічки — 45 мм, ширина жовтої смужки — 10 мм;
- для II ступеня — з білою посередині, синьою і жовтою — з боків. Ширина стрічки — 24 мм, ширина білої смужки — 4 мм, синьої і жовтої — по 2 мм кожна;
- для III ступеня — із жовтою посередині, синьою, жовтою, білою — з боків. Ширина стрічки — 24 мм, ширина жовтої смужки посередині — 4 мм, синьої, жовтої, білої з боків — по 2 мм кожна.

Планка ордена Богдана Хмельницького являє собою прямокутну металеву пластинку, обтягнуту відповідною стрічкою. Розмір планки: висота — 12 мм, ширина — 24 мм.

## Нагородження іноземних громадян
Законом «Про державні нагороди України» та статутом ордена передбачене нагородження орденом Богдана Хмельницького лише громадян України за особливі заслуги у захисті державного суверенітету, територіальної цілісності, у зміцненні обороноздатності та безпеки України. Разом з тим, є випадки нагородження іноземних громадян:
- Президент України Л. Д. Кучма 23 травня 2001 року нагородив орденом Богдана Хмельницького III ступеня директора Федеральної служби безпеки Російської Федерації, генерал-полковника Патрушева Миколу Платоновича — за вагомий внесок у розвиток співробітництва між Федеральною службою безпеки Російської Федерації та Службою безпеки України у боротьбі з міжнародним тероризмом, організованою злочинністю та наркобізнесом.[2]
- Президент України В. А. Ющенко 4 квітня 2008 року нагородив орденом Богдана Хмельницького I ступеня Лідера Великої Вересневої революції, полковника Муаммара Аль-Каддафі — за визначний особистий внесок у розвиток українсько-лівійських відносин.[3]
- Президент України В. Ф. Янукович 31 серпня 2010 року нагородив орденом Богдана Хмельницького III ступеня заступника начальника Головного управління Народно-визвольної армії Китаю, генерал-полковника Лі Аньдуна — за значний внесок у розвиток українсько-китайських відносин.[4]

## Послідовність розміщення знаків державних нагород України
- Знак ордена Богдана Хмельницького І ступеня — на шийній стрічці після знаку ордена «За заслуги» І ступеня;
- знак ордена Богдана Хмельницького II, III ступенів — на правому боці грудей.